# Ste-Marie des Batignolles

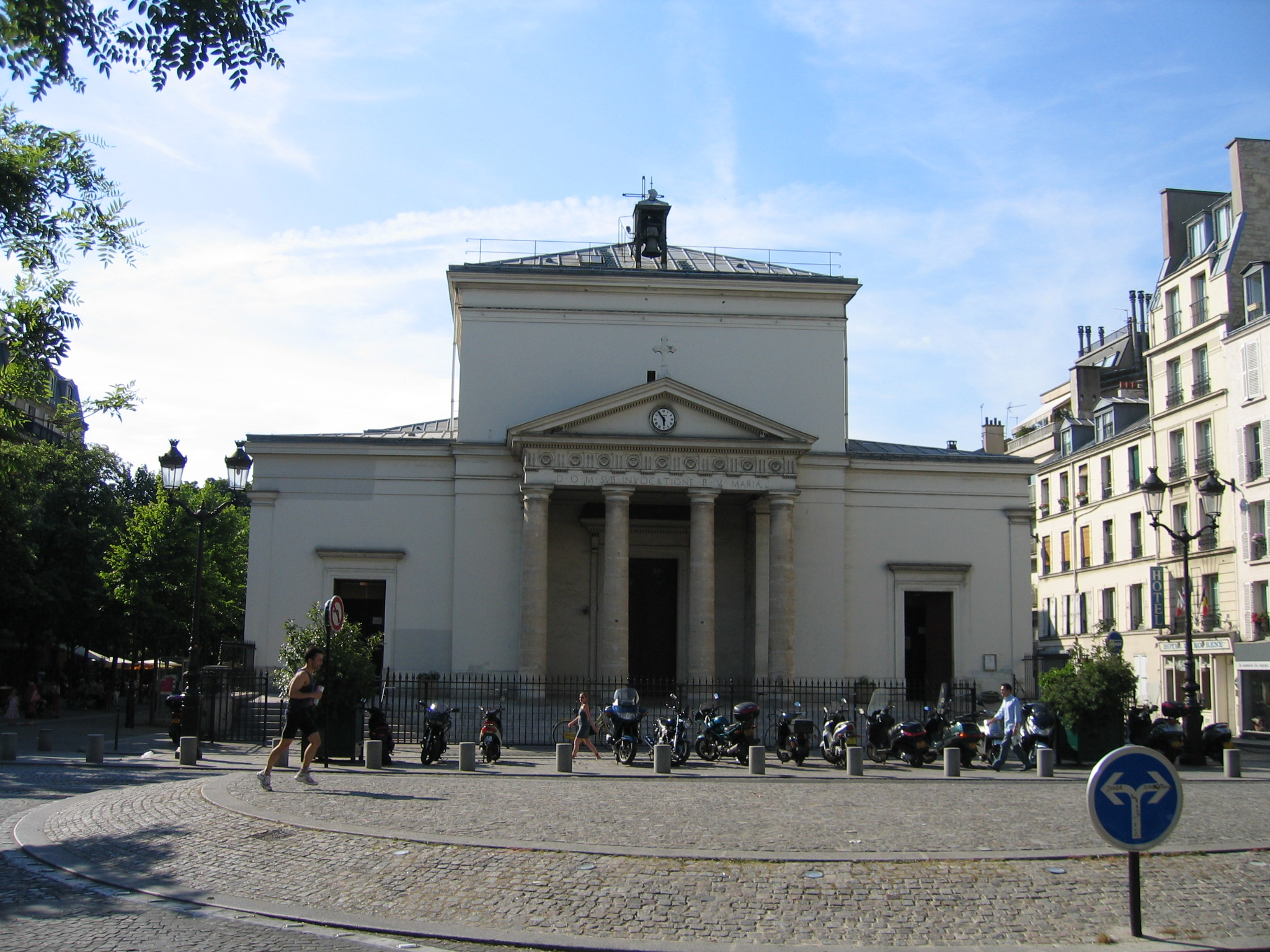
Sainte-Marie des Batignolles, Quartier des Batignolles, Paris.

Die katholische Pfarrkirche Sainte-Marie des Batignolles befindet sich im 17. Arrondissement in Paris. Zusammen mit dem direkt dahinter liegenden Square des Batignolles bildet sie das Zentrum des Quartier des Batignolles.

## Entstehung
Im Jahr 1824 sollte für die 5000 Bewohner der damals noch selbständigen Gemeinde Batignolles eine Kirche gebaut werden. Der Docteur Lemercier startete diese Initiative. Da aber nur ein Drittel der benötigten Gelder zusammenkam, konnte nur eine einfache Kapelle gebaut werden. Diese wurde hauptsächlich durch Spenden von Marie Thérèse Charlotte de Bourbon finanziert und von 1826 bis 1829 errichtet. Die Glocke, die Etiennette genannt wird, wurde aus der ehemaligen Nachbarkapelle Saint-Etienne de Monceau entnommen, nachdem diese im Jahr 1828 zerstört wurde. Im Jahr 1831 wurde Heuqueville der erste Pfarrer der Gemeinde. Schnell wurde die Kapelle zu klein, sodass bereits 1834 erste Vergrößerungen vorgenommen wurden. Im Jahr 1851 bekam die Kirche unter dem Architekten Paul-Eugène Lequeux ihre heutige Form. Er ließ Seitenflügel für das Kirchenschiff anlegen, das nun die Form eines lateinischen Kreuzes annehmen sollte.

## Die Kirche heute
Mit seinem Giebeldreieck und den vier toskanischen Säulen erinnert die Kirche an einen griechischen Tempel. Zwischen dem Giebeldreieck und den Säulen ist die Inschrift D.O.M. SUB INVOCATIONE B.V. MARIA zu lesen.
Die Kirche liegt am nördlichen Ende der Rue des Batignolles auf dem Place du Docteur Félix Lobligeois. Direkt hinter der Kirche befindet sich der Square des Batignolles.
Die nächstgelegene Metrostation ist Brochant, die auf der Linie 13 in Richtung Asnières-Gennevilliers liegt.
Das Gotteshaus spielt eine zentrale Rolle in der Novelle Die Legende vom heiligen Trinker des österreichischen Schriftstellers Joseph Roth. Die Hauptfigur Andreas, ein Unterstandsloser, soll einer Statue von Therese von Lisieux in der Sainte-Marie-des-Batignolles eine Geldspende hinterlassen, scheitert aber immer wieder.

## Orgel

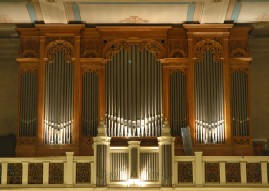
Mutin-Cavaillé-Coll-Orgel

Die Kirche besaß gegen Mitte des 19. Jahrhunderts eine Stoltz-Orgel mit 36 Registern, welche ab Juli 1912 nicht mehr spielbar war. Der Erste Weltkrieg verhinderte eine Wiederherstellung und somit wurde nur die Chororgel (Merklin 16 II/P ca. 1880) verwendet, bis diese 1918 nach Saint-André-d'Antin versetzt wurde. Erst 1923 baute die Firma Mutin Cavaillé-Coll in das Gehäuse eine neue große Orgel, welche allerdings 1936 von Gloton-Debierre aus Nantes komplett renoviert werden musste und nach dem Zweiten Weltkrieg, von derselben Firma (heute Beuchet-Debierre), restauriert und umgebaut wurde. Die Einweihung erfolgte durch Maurice Duruflé im November 1947. Trotz regelmäßiger Wartung verschlechterte sich der Zustand des Instrumentes derart, dass ab 1977 nur noch die Hälfte der Pfeifen erklingen konnten und es ab 1982 völlig verstummte. Bis 1991 beschlossen wurde die Orgel vollständig zu restaurieren, diente eine elektronische Orgel unten im Gang zur Begleitung der Gemeinde. 1992 bekam die Manufaktur des Grandes Orgues Dargassies-Gonzalez für eine Summe von mehr als 1.500.000 Francs den Auftrag (inklusive der Anfertigung 7 komplett neuer Register). Am 8. Oktober 1994 wurde die Orgel mit ca. 2100 Pfeifen vom damaligen Maître de chapelle Joachim Havard de la Montagne feierlich eingeweiht. Das Instrument hat heute 35 Register (5 Transmissionen), verteilt auf 3 Manuale und Pedal und folgende Disposition:
| I Grand-orgue C–a3 |                   |     |
| 1.                 | Bourdon           | 16′ |
| 2.                 | Bourdon           | 08′ |
| 3.                 | Montre            | 08′ |
| 4.                 | Flûte harmonique0 | 08′ |
| 5.                 | Prestant          | 04′ |
| 6.                 | Flûte             | 04′ |
| 7.                 | Plein-jeu IV      |     |
| 8.                 | Trompette         | 08′ |

| II Positif C–a3 |              |        |
| 09.             | Principal    | 08′    |
| 10.             | Cor de nuit  | 08′    |
| 11.             | Flûte douce0 | 04′    |
| 12.             | Nasard       | 2 ⁄3′  |
| 13.             | Doublette    | 02′    |
| 14.             | Tierce       | 1 3⁄5′ |
| 15.             | Clarinette   | 08′    |

| III Récit expressif C–a3 |                       |     |
| 16.                      | Quintaton             | 16′ |
| 17.                      | Diapason              | 08′ |
| 18.                      | Gambe                 | 08′ |
| 19.                      | Flûte traversière     | 08′ |
| 20.                      | Voix céleste          | 08′ |
| 21.                      | Flûte octaviante      | 04′ |
| 22.                      | Octavin               | 02′ |
| 23.                      | Plein-jeu III         |     |
| 24.                      | Basson                | 16′ |
| 25.                      | Hautbois              | 08′ |
| 26.                      | Trompette harmonique0 | 08′ |
| 27.                      | Voix humaine          | 08′ |
| 28.                      | Soprano harmonique    | 04′ |

| Pédale C–f1 |               |     |
| 29.         | Grosse flûte0 | 16′ |
| 30.         | Soubasse      | 16′ |
| 31.         | Bourdon       | 08′ |
| 32.         | Flûte         | 08′ |
| 33.         | Flûte         | 04′ |
| 34.         | Bombarde      | 16′ |
| 35.         | Trompette     | 08′ |

- Koppeln: II/I, III/I, III/II. Tirasses I, II, III.
- Spielhilfen: Appel d’anches et mixtures G.O., Récit. Appel d’anches Pédale. Appel du G.O.

Zu ihren Titularorganisten zählten Henri Busser, André Messager und Joachim Havard de la Montagne.